# リース・プリーストランド
リース・プリーストランド（Rhys Priestland、1987年1月9日 - ）は、ユナイテッド・ラグビー・チャンピオンシップ、カーディフ・ラグビーに所属するラグビー選手。

## プロフィール
- ウェールズ・カーマーゼン出身。
- ポジションはスタンドオフ(SO)、フルバック(FB)。
- 身長 188cm、体重 92kg
- ウェールズ代表キャップは52(2022年12月現在)でラグビーワールドカップ2011・ラグビーワールドカップ2015のウェールズ代表に選ばれた[1]。

## 略歴
ラネリーRFC、スカーレッツを経て、2015年、バースに加入。
2021年、カーディフ・ラグビーに加入。